# ألان ستيغ راسموسن
ألان ستيغ راسموسن (بالدنماركية: Allan Stig Rasmussen)‏ هو لاعب شطرنج دنماركي، ولد في 20 نوفمبر 1983 في آرهوس في الدنمارك.

## وصلات خارجية
- ألان راسموسن على موقع الاتحاد الدولي للشطرنج (الإنجليزية)
- ألان راسموسن على موقع مباريات الشطرنج (الإنجليزية)
- ألان راسموسن على موقع 365Chess.com (الإنجليزية)
- ألان راسموسن على موقع Chesstempo.com (الإنجليزية)
- ألان راسموسن سجل أولمبياد الشطرنج على موقع OlimpBase.org (الإنجليزية)